# Frédéric Brou
Pour les articles homonymes, voir Brou (homonymie).
Frédéric Brou, né le 11 décembre 1862 à l'île Maurice et mort le 15 mai 1925 à Pleumeur-Bodou, est un peintre et sculpteur français.

## Biographie
Sculpteur autodidacte, Frédéric Brou sculpte dès 1887 et expose à Boutteville où il reçoit les conseils d'Antonin Larroux et de Georges Lemaire. Il présente alors au Salon des artistes français de 1897 le modèle en plâtre de sa statue Ève, dont il expose le marbre au Salon de 1899, où il est opposé à une Ève d'Auguste Rodin. 
L'État lui commande un Buste de Jules Ferry en 1899. Il expose régulièrement à la Société des artistes français.

## Œuvres dans les collections publiques
- Fanjeaux : Monument à Hugues Destrem[3].
- Paris :
  - musée Carnavalet : Monument à Villiers de l'Isle Adam, dit aussi La gloire tirant Auguste de Villiers de l'Isle Adam de son sommeil éternel, 1906, maquette en plâtre pour la sépulture du poète, projet non retenu[4].
  - square de Yorktown : Réception de Franklin à la cour. 1778 et Signature du traité de Paris. 1783, 1898, bas-reliefs en bronze ornant le piédestal du Monument à Benjamin Franklin de John J. Boyle (en).
- Saint-Maur-des-Fossés, square Hameln : Ève, 1899, statue en marbre. Le modèle en plâtre fut présenté au Salon de 1897.
- Vincennes, hôtel de ville : Petite fille, 1903[5].

- Bas-reliefs par Frédéric Brou du piédestal du Monument à Benjamin Franklin de John J. Boyle (en) (1898), Paris, square de Yorktown

Bas-reliefs par Frédéric Brou du piédestal du Monument à Benjamin Franklin de John J. Boyle (1898), Paris, square de Yorktown
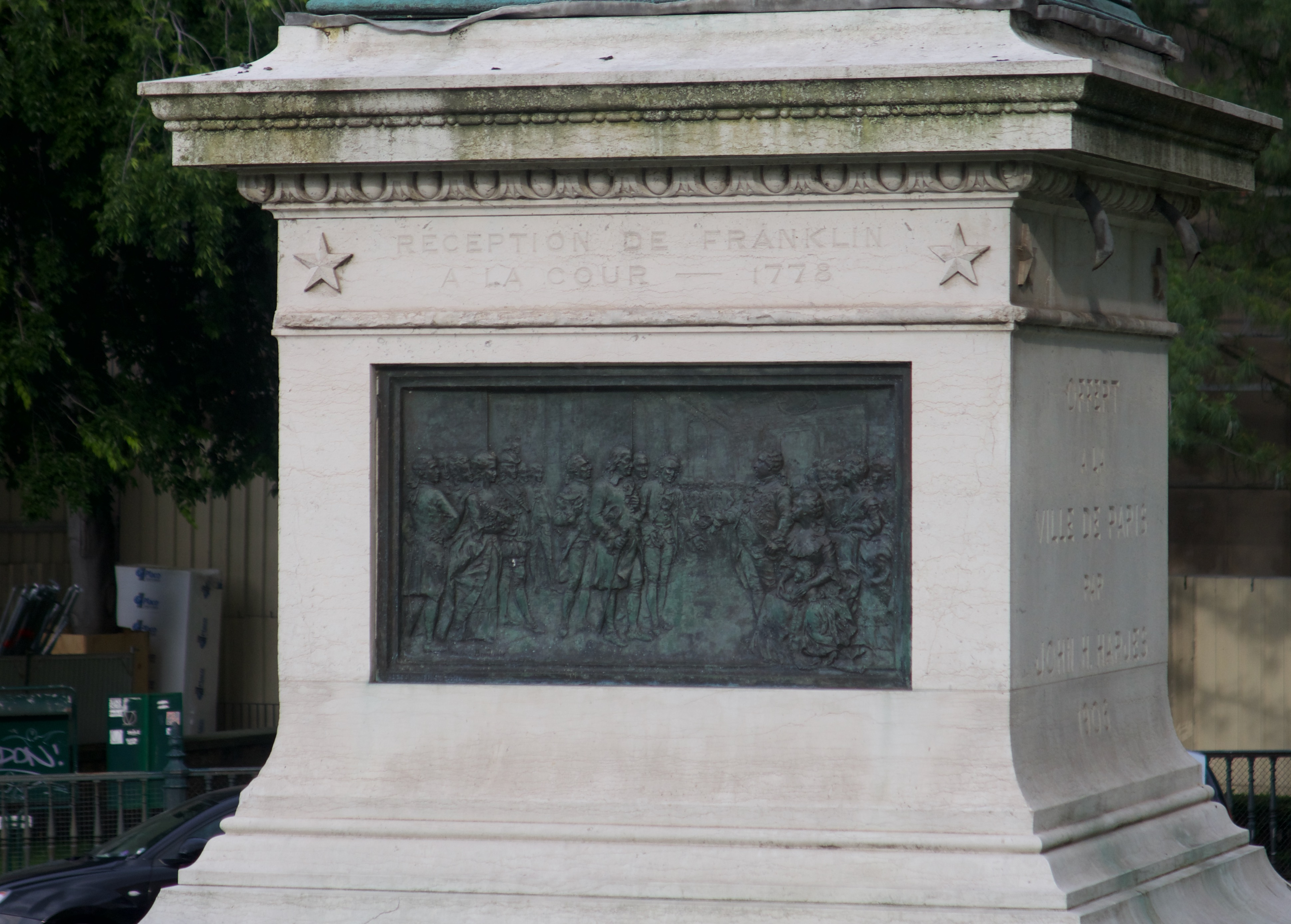
Réception de Franklin à la Cour. 1778.
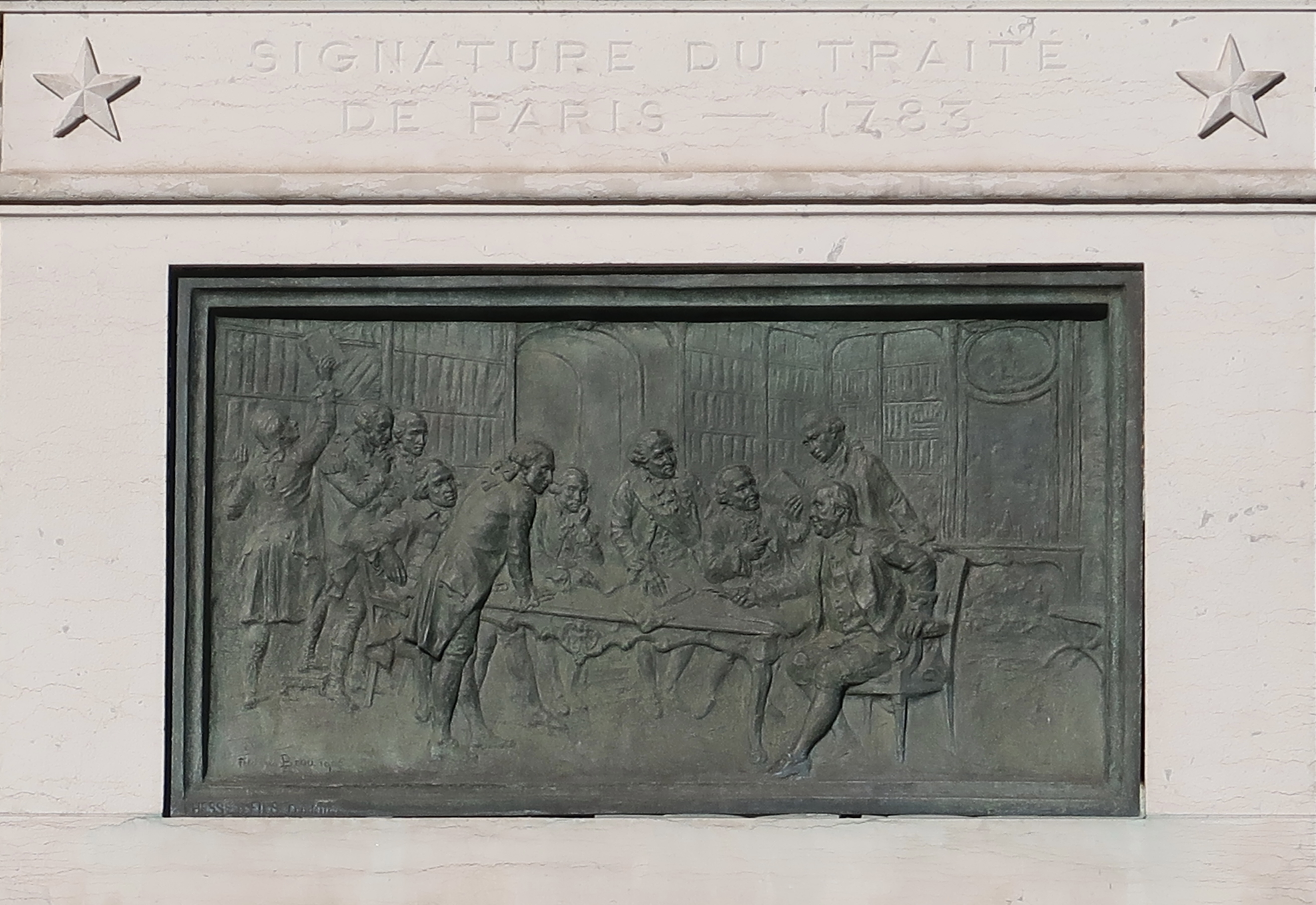
Signature du traité de Paris. 1783.
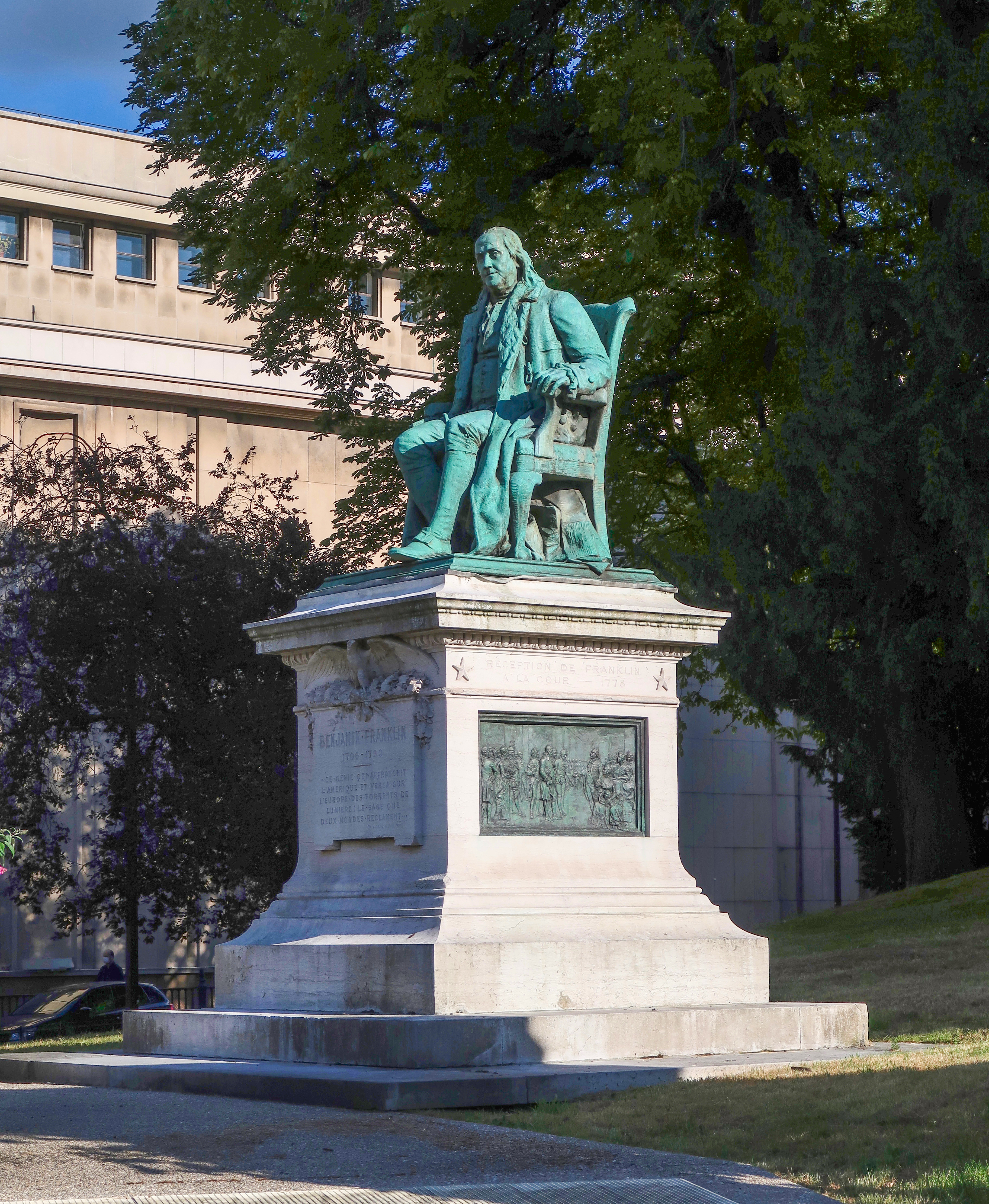
Vue du monument.

Œuvres de Frédéric Brou
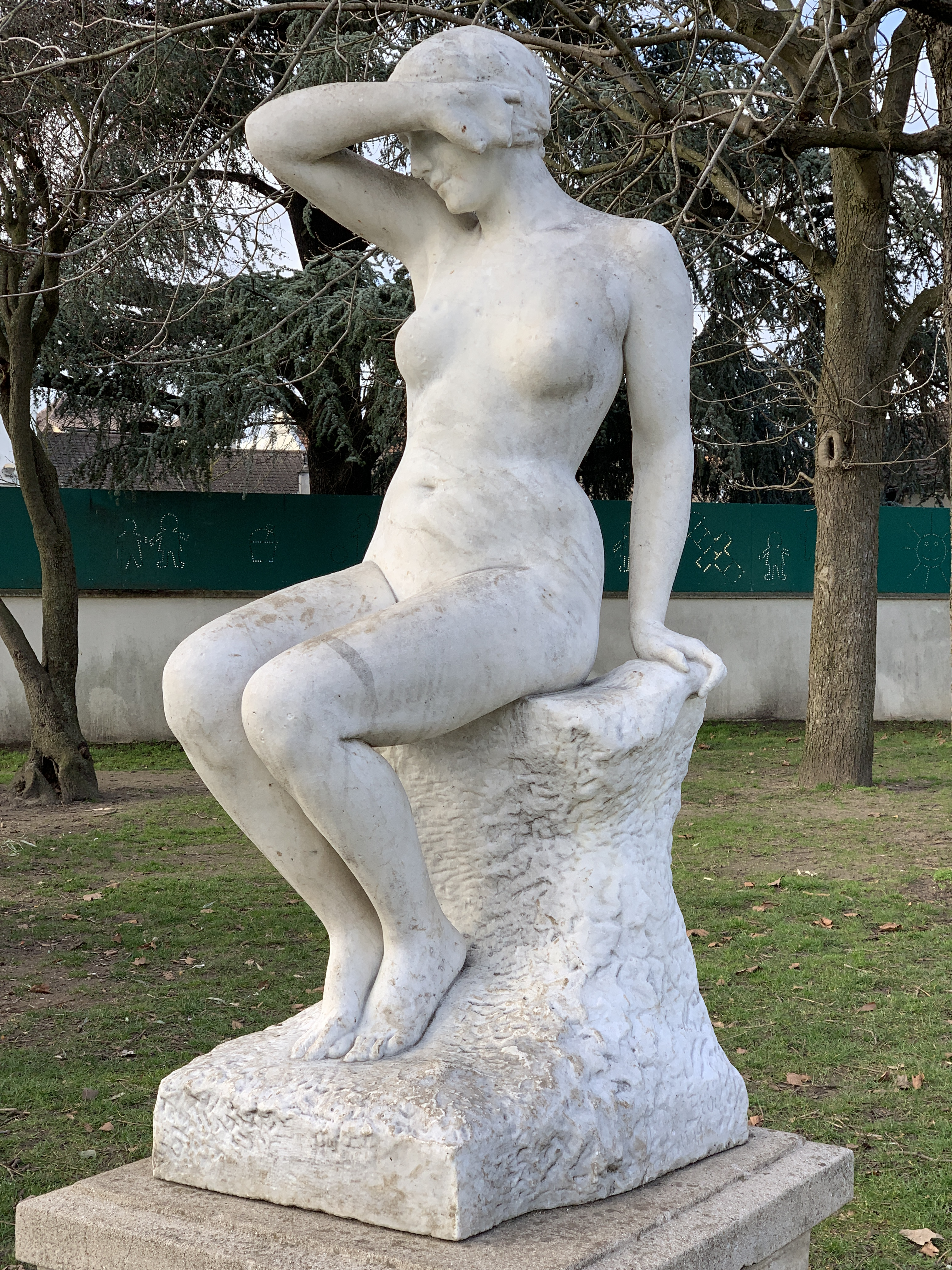
Ève (1899), Saint-Maur-des-Fossés, square Hameln.
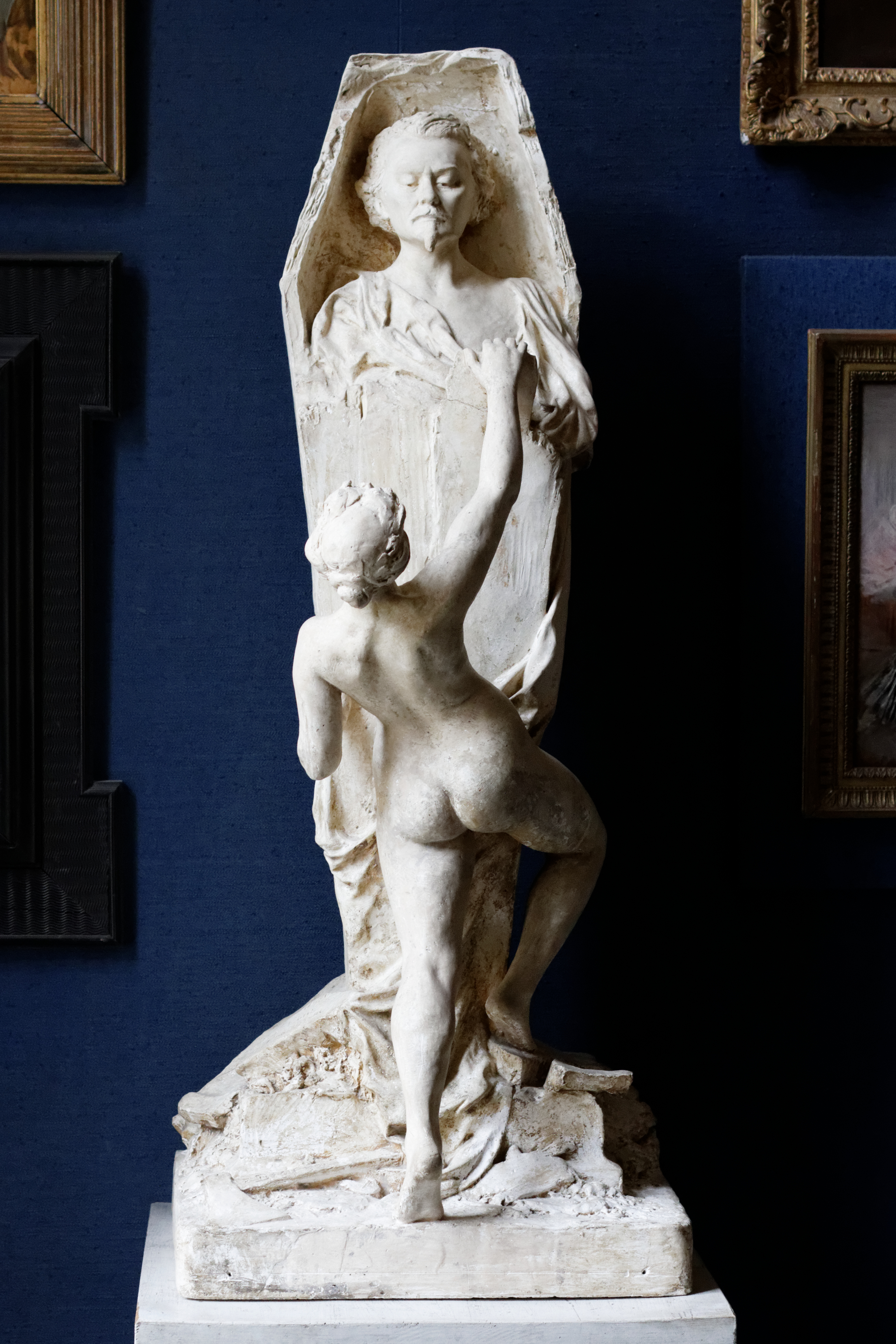
Monument à Villiers de l'Isle Adam (1906), plâtre, Paris, musée Carnavalet.